# アセチルエステラーゼ
アセチルエステラーゼ(Acetylesterase、EC 3.1.1.6)は、以下の化学反応を触媒する酵素である。
アセチルエステル + 水{\displaystyle \rightleftharpoons }アルコール + 酢酸
従って、この酵素は、アセチルエステルと水の2つの基質、アルコールと酢酸の2つの生成物を持つ。
この酵素は加水分解酵素に分類され、特にカルボキシルエステル結合に作用する。
系統名はアセチルエステルアセチルヒドロラーゼ(acetic-ester acetylhydrolase)で、C-エステラーゼ（動物組織）、クロロエステラーゼ、p-ニトロフェニル酢酸エステラーゼ、シトラスエステラーゼ等と呼ばれることもある。

## 構造
2007年末時点で、3つの構造が解かれている。蛋白質構造データバンクのコードは、1BSQ、1G66、2AXEである。